# Казе Стањо (Терамо)
Казе Стањо (итал. Case Stagnò) је насеље у Италији у округу Терамо, региону Абруцо.
Према процени из 2011. у насељу је живело 40 становника. Насеље се налази на надморској висини од 85 м.